# Etiopía en los Juegos Paralímpicos de Londres 2012
Etiopía estuvo representada en los Juegos Paralímpicos de Londres 2012 por cuatro deportistas, tres hombres y una mujer.

## Medallistas
El equipo paralímpico etíope obtuvo las siguientes medallas:
| Nombre                | Deporte   | Evento               |
| --------------------- | --------- | -------------------- |
| Oro                   |           |                      |
| —                     |           |                      |
| Plata                 |           |                      |
| Wondiye Fikre Indelbu | Atletismo | 1500 m T46 masculino |
| Bronce                |           |                      |
| —                     |           |                      |